# Повесть о битве на Калке
Повесть о битве на Калке — памятник древнерусской литературы, сохранившийся в составе летописей, рассказ о первом столкновении русских с монголо-татарами в 1223 году.

## Текстология
Списки Повести по содержанию объединяются в две редакции: полную и краткую. Полная редакция имеется только в позднем Тверском сборнике, поэтому исследователи считали её поздней, возникшей на основе краткой редакции и дополненной впоследствии устными преданиями. Н. В. Водовозовым было проведено сличение всех известных списков, которое показало, что полная редакция включает в себя все сходные и все различные места списков краткой редакции. По мнению учёного, списки краткой редакции являются простым извлечением из текста полной редакции. Она предшествовала всем спискам краткой редакции, хотя и попала в летопись позднее их всех.
Три кратких версии Повести содержатся в Лаврентьевской, Новгородской первой и Ипатьевской летописях.
В Лаврентьевской летописи содержится краткая редакция Повести, включающая лишь деловой перечень событий. Предполагается, что рассказ о сражении на Калке в Лаврентьевской летописи восходит к Владимирской великокняжеской летописи 1228 года, в которую он был внесён из Летописца Переяславля Русского. В Лаврентьевской летописи рассказ переработан ростовским летописцем. Этот летописец значительно сократил повествование и добавил сведения о Васильке Константиновиче, счастливо избежавшем поражения на Калке. Начальная часть рассказа о битве на Калке в Лаврентьевской летописи находит точную аналогию в Новгородской первой летописи. Предполагается, что эта часть восходит к рязанскому летописанию.
В составе Новгородской первой летописи имеется более подробный вариант Повести. В его основе лежит южнорусский летописный рассказ. По мнению Д. Феннелла, это летопись великого князя Киевского Мстислава Романовича: для этого варианта рассказа характерно сочувственное отношение к великому князю Мстиславу Романовичу, который не обратился в бегство, но вместе со своим зятем Андреем и князем Александром Дубровицким устроил на высоком берегу Калки ограду из кольев и мужественно оборонялся, пока не был предательски выдан монголо-татарам. Кроме того, для текста характерно резко враждебное отношение к половцам и бродникам, что естественно для южнорусского летописца. Д. М. Буланин считал, что сам характер повествования свидетельствует против новгородского происхождения этой версии.
Л. В. Черепнин считал, что вариант Повести в составе Ипатьевской летописи первоначально существовал как самостоятельный текст. По мнению Д. Феннелла, эта версия восходит к южнорусскому, возможно черниговскому, источнику, независимому от вариантов Лаврентьевской и Новгородской первой летописей. Дублирующиеся известия объясняются более поздними вставками западнорусского происхождения, сделанными с целью прославить потомков князя Романа Галицкого.
В позднейших летописных сводах Повесть представляет собой различные комбинации сведений, почерпнутых из трёх первоначальных версий. К особому источнику восходят некоторые «избыточные» известия, содержащиеся в своде 1448 года — протографе Софийской первой и Новгородской четвёртой летописи. А. В. Эммаусский возводит эти известия к киевской летописи — источнику Повести в составе Новгородской первой летописи. Д. Феннелл предполагал их смоленское происхождение.

## Содержание
Повесть обстоятельно излагает ход событий. Причиной поражения русских автор видит в отсутствии согласия и единства князей.
О появлении монголо-татар сообщается: «Явились народы, которых как следует никто не знает, кто они, откуда пришли, каков язык их, какого они племени, какой веры, и зовут их — татары, а иные говорят — таумены, а другие называют их печенегами». Автор Повести ссылается на философско-исторический труд «Откровение Мефодия Патарского» (создан в Византии в VII веке). На его основе дана религиозно-моралистическая трактовка события: приход «языка незнаемого» считается следствием попустительства Божия «грех ради наших», предзнаменованием конца мира.
Полная редакция Повести в идейном и художественном отношении представляет собой цельное единое литературное произведение, хотя и отличается по форме от обычных летописных повестей. Предполагается, что она вышла из дружинной среды и написана участником битвы. В идейном отношении близка к «Слову о полку Игореве». В обоих произведениях основной мыслью является осуждение розни князей. Единственным выходом представляется объединение Руси вокруг киевского великого князя, олицетворявшего прошлое величие Русской земли и надежду на будущее.

## Рассказ об Александре Поповиче
В своде 1448 года содержалась вставка, сообщающая о гибели на Калке 70 «храбров» во главе с Александром Поповичем, часто считающимся прообразом былинного Алёши Поповича. Подробный рассказ об Александре Поповиче читается в Тверском сборнике, в той части, которая представляет собой свод 1534 года. Вставка в Повесть была сделана не раньше XV века и сохранилась в позднейших летописных сводах.
Александр Попович был одним из «храбров» великого князя Владимирского Всеволода Большое Гнездо. После смерти последнего он служил его старшему сыну Константину и, по словам Повести, сыграл решающую роль в усобице сыновей Всеволода Константина и Юрия, обеспечив Константину победу в Липицкой битве. Когда через два года Константин умер, Александр Попович должен был служить Юрию. Но, опасаясь мести последнего за поражение в Липицкой битве, Александр обратился ко всем остальным русским «храбрам» с призывом не служить отдельным русским князьям, постоянно враждующим между собой, а перейти на службу к одному киевскому князю, как старшему, и служить, таким образом, всей Русской земле. Все русские «храбры» согласились и, оставив своих князей, переехали к киевскому князю Мстиславу Романовичу. Мстислав возгордился этим и похвалялся: «Дондеже есмь на Киеве, то по Яико, и по Понтийское море, и по реку Дунай сабле не махивати». Летописец объясняет поражение на Калке «гордостью» и «высокоумием» русских князей, в связи с чем приводит рассказ об Александре и его слуге Торопе. Как бы в наказание за гордыню Мстислава и княжеское несогласие в 1223 году на Руси появились татары, и все русские «храбры» вместе с Александром Поповичем были убиты в битве на Калке.
Сообщение о гибели в сражении на Калке Александра и 70 других «храбров» находит параллель в былине о том, как на Руси перевелись богатыри. В. Ф. Миллер считал, что предание об Александре имеет историческую основу. Д. С. Лихачёв, напротив, полагал, что полная редакция Повести в Тверской летописи представляет собой позднюю контаминацию местных ростовских народных преданий о богатыре Алёше Поповиче с текстом более ранней краткой редакции летописной Повести. Отголоски этих устных преданий не составляли единого целого, они вошли в письменность в разное время, а затем из различных источников были заимствованы в Тверской сборник. По мнению Буланина, рассказ об Александре Поповиче имеет фольклорное происхождение и был вставлен в летопись из ростовского источника, поскольку упоминает местные ростовские урочища.

## Издания
- Полное собрание русских летописей. — СПб., 1863. — Т. 15. — Стб. 335—343 (репринт: М., 1965); СПб. 1908. — Т. 2. — 2-е изд. — Стб. 740—745 (репринт: М., 1962); Л., 1925. — Т. 5. — Вып. 1. — 2-е изд. — С. 202—207; Л., 1926. — Т. 1. — Вып. 1. — 2-е изд. — Стб. 445—447 (репринт: М., 1961); Новгородская первая летопись старшего и младшего изводов. — М.; Л., 1950. — С. 61—63;
- Памятники литературы Древней Руси. — XIII век. — М., 1981. — С. 132—135, 148—161;
- За землю Русскую! Памятники литературы Древней Руси XI—XV вв. — М., 1981. — С. 130—137.